# Paula Kerger
Paula Kerger (Baltimore, 20 de dezembro de 1957) é presidente e diretora executiva da PBS, a maior organização de mídia não-comercial dos Estados Unidos com quase 350 emissoras afiliadas em todo o país.

## Biografia
Kerger nasceu em 1957 e cresceu na área de Baltimore, Maryland. Após o ensino médio, ela ingressou na Universidade de Maryland, e obteve um diploma em administração de empresas em 1979. Seu primeiro emprego foi com o Fundo das Nações Unidas para a Infância, em seu escritório em Washington, DC. Três anos depois, ela mudou-se para a sede da UNICEF na cidade de Nova York. Em 1984, ela foi contratada como diretora de desenvolvimento da International House, uma fundação sem fins lucrativos que buscava melhorar o entendimento entre culturas em todo o mundo. Depois disso, Kerger foi recrutada pela Metropolitan Opera Association, abraço de angariação de fundos de uma das principais instituições culturais de Manhattan.
Em 1993, ela se juntou à WNET, uma das 354 emissoras que compõem o Public Broadcasting Service. Em março de 2006 ela assumiu a presidência da emissora, e desde então ocupa o cargo de presidente e CEO, foi sob a sua liderança que a rede de TV cresceu sua audiência em gêneros e plataformas. Ao longo de um ano, oitenta e dois por cento de todas as casas com televisão nos Estados Unidos assistiam a PBS, e quase setenta por cento de todas as crianças acompanham a sua programação infantil. Na internet, em 2016, os americanos visualizaram 4,4 bilhões de vídeos em todas as plataformas digitais PBS.
Em maio de 2017, ela criticou publicamente o presidente dos Estados Unidos, Donald Trump pelos cortes de orçamento propostos pelo governo que atingem programas de apoio as artes da PBS.